# 神鷹
神鷹（日語：エルコンドルパサー），是美國出生的日本純種競賽馬匹。生涯稱霸一哩及中距離賽事並從未跌出頭二。曾於1998年贏得NHK一哩賽及日本盃，並於1999年遠征法國時候贏得聖格盧大賽並於凱旋門大賽跑獲第二。由於其於日本國內外均有彪炳的戰績，因而於馬迷心中地位非常崇高，並於2014年被選爲日本中央競馬會殿堂馬。

## 出賽前
1995年3月17日出身於美國肯塔基州勒星頓Lane's End牧場，由其母系的馬主渡邊隆擁有並於1996年1月時候引入日本。
其後交由美浦訓練中心練馬師二之宮敬宇訓練。

## 詳細賽績

### 3歲（現2歲）
1997年11月8日出戰東京競馬場3歲數新馬戰，比賽初段因漏閘而處於隊伍最後方，以後上的姿態慢步推進，進入直路時候仍然未爬升。然而於直路上，其展現出強大的加速力下轟出恐怖的末腳，不但成功超越對手，最終更以拉開後方馬匹7馬位的巨大優勢取得首勝。

### 4歲（現3歲）
1998年1月出出戰4歲500萬獎金以下條件戰，比賽途中於第三彎道開始發力衝刺，最終成功拋離後方9馬位下再度奪得勝利。
其後出戰共同通信盃四歲錦標，本次比賽原定於爲草地賽事，但由於草地賽道被大雪覆蓋下改爲於泥地賽道進行。比賽開始後，其於前方約莫第五的位置追趕情況的領放下，於直路上展現優秀反應成功加速下以2馬位優勢獲勝。
4月26日出戰新西蘭盃兩歲錦標，爲其首次出戰草地賽事。比賽開始後，其再次因爲漏閘於處後方，原先騎師的場均懼怕其未能於快步速之中扭轉劣勢，然而此時神鷹再度表現出其優秀的實力，於最後彎道成功抽出外檔下直接展開衝刺，最終超越前方馬匹下奪得首個分級賽冠軍。
5月17日出戰NHK一哩賽，成功壓過同以無敗姿態出戰此賽事的Tokio Perfect、Lord Ax及Shinko Edward取得第一人氣。比賽開始後，順利出站的神鷹主動搶佔位置於第三左右展開推進，通過最後彎道時候直接無視腳程及距離，抽出外大外檔加速。直路終端，於其凌厲的衝刺下其經已成功奪得領先，其後繼續保持速度下以1 3/4馬位優勢奪得首個分級賽冠軍，亦爲練馬師二之宮敬宇奪得首個一級賽優勝。
進入秋季後陣營原定根據其血統背景選擇以一哩冠軍賽作爲目標，但最終考慮其能力及出於期待下改爲日本盃，並以每日王冠作爲熱身。由於本次比賽主戰騎師的場決定策騎另一匹由其主戰的賽駒草上飛，並且陣營考慮到未來亦會有類似事件發生，因而陣營經過多方面協商及尋覓過後決定任命蛯名正義作爲新一任主戰騎師。比賽開始後，前方由典型的領放馬無聲鈴鹿帶出，草上飛選擇居中戰術於第五左右追走，而神鷹則於第二的位置推進。通過第三彎道時，草上飛經已開始加速並超越神鷹進佔先頭位置，此時神鷹的騎師蛯名仍然按兵不動，直至最後300米才開始指揮其加速。雖然加速過後的神鷹成功超越失速的草上飛重回第二的位置，但仍然未能阻止無聲鈴鹿一放到底，最終獲得第二吞下生涯首敗。
11月29日按照計劃出戰日本盃，落後本年度東京優駿（日本打吡）冠軍特別週及上年度秋季天皇賞冠軍氣槽獲得第三人氣。比賽開始後，前方由沉默獵人展開快放，而神鷹則和兩位對手一同處於先頭部隊推進。通過第最後彎道時候，神鷹提早發力並率先衝出，最終成功加速並拋離後方些微失速的氣槽，以2 1/2馬位優勢取得冠軍。

### 5歲（現4歲）
進入1999年，陣營宣佈將安排其長期遠征法國，並於4月15日到達當地作準備。
5月23日其按照陣營計劃出戰一級賽伊斯巴翰錦標，比賽初段其於中團展開推進，並於進入直路後順利佔先，然而於最後關頭其被外檔加速的鱷魚紅超越，以3/4馬位差距落敗。
於當地短暫放草過後在7月4日出戰聖格盧大賽，將和上年度法國打吡及愛爾蘭打吡冠軍好夢、上年度凱旋門大賽冠軍世家集、德國馬王虎山行及德國打吡冠軍博爾吉亞等強敵決戰。比賽開始後，其於第三左右的有利位置展開推進，並於通過彎道時候準備加速。進入直路後，其隨即爆發末腳不斷爬升，於直路中段超越前方的虎山行，最終拉開對手2 1/2馬位下取得勝利。
然而贏得聖格盧大賽後其右後腳出現異常，檢查過後確認爲細菌感染造成的蜂窩組織炎，因而暫停所有訓練進入休養，於8月狀態好轉後才重新調整。
其後陣營認爲其狀態經已恢復，因而決定安排其出戰凱旋門大賽之前哨戰福伊錦標。由於本次比賽各賽駒因場地適性及其他原因紛紛避戰，最終導致本場比賽僅有神鷹、鱷魚紅及博爾吉亞三匹賽駒出戰。比賽開始後，其率先衝出佔先並一直保持優秀，雖然於直路上一度被博爾吉亞超越落後至第二，但隨後成功於內欄位置加速衝刺反超對手，以頸位優勢壓贏對手奪冠。
10月3日出戰凱旋門大賽，比賽開始後神鷹隨即衝出，由於本次預計的領放馬Genghis Khan並未帶出，因而神鷹直接於前方帶領馬群前進。進入直路後其繼續保持領先，然而於最後400米時一直於處內欄的望族抽出加速，於最後100米追成平頭姿態，最終神鷹稍遜一籌之下被對手超越，以1/2馬位差距落敗。
回國後日本中央競馬會原本邀請神鷹繼續現役並出戰日本盃，但由於馬主渡邊隆一直認爲日本中央競馬會對外國產馬不公下拒絕此請求，並於11月28日安排其退役並在東京競馬場舉行退役儀式。
年末，其因在遠征時候表現優秀，在最佳5歲及以上雄馬和日本馬王評選中分別獲得73及72票。雖然票數均落後於特別週，但於所有提名馬均未能奪得一半票數的情況下，日本中央競馬會決定組成11人的委員會進行複選，最終神鷹於兩項榮譽均以7比4的票數擊敗特別週當選。

### 詳細賽績
| 日期       | 舉辦國家 | 馬場   | 距離   | 級別 | 賽事名稱           | 負重 | 騎師     | 馬號 | 出馬 | 名次 | 時間   | 頭馬（二馬）       |
| ---------- | -------- | ------ | ------ | ---- | ------------------ | ---- | -------- | ---- | ---- | ---- | ------ | ------------------ |
| 8/11/1997  | 日本     | 東京   | 泥1600 |      | 3歲新馬            | 54   | 的場均   | 6    | 9    | 1    | 1:39.3 | （Mandarin Star）  |
| 1/11/1998  | 日本     | 中山   | 泥1800 |      | 4歲500萬獎金以下   | 55   | 的場均   | 11   | 13   | 1    | 1:52.3 | （Taiho Unryu）    |
| 15/2/1998  | 日本     | 東京   | 泥1600 |      | 共同通信盃四歲錦標 | 55   | 的場均   | 8    | 9    | 1    | 1:36.9 | （Hyper Nakayama） |
| 26/4/1998  | 日本     | 東京   | 草1400 | GII  | 新西蘭盃四歲錦標   | 56   | 的場均   | 17   | 18   | 1    | 1:22.2 | （Sugino Cutie）   |
| 17/5/1998  | 日本     | 東京   | 草1600 | GI   | NHK一哩賽          | 57   | 的場均   | 9    | 17   | 1    | 1:33.7 | （Shinko Edward）  |
| 11/10/1998 | 日本     | 東京   | 草1800 | GII  | 每日王冠           | 57   | 蛯名正義 | 4    | 9    | 2    | 1:45.3 | 無聲鈴鹿           |
| 29/11/1998 | 日本     | 東京   | 草2400 | GI   | 日本盃             | 55   | 蛯名正義 | 11   | 15   | 1    | 2:25.9 | （氣槽）           |
| 23/5/1999  | 法國     | 隆尚   | 草1850 | GI   | 伊斯巴翰錦標       | 58   | 蛯名正義 | 2    | 8    | 2    | 1:53.8 | 鱷魚紅             |
| 4/7/1999   | 法國     | 聖格盧 | 草2400 | GI   | 聖格盧大賽         | 61   | 蛯名正義 | 1    | 10   | 1    | 2:28.8 | （虎山行）         |
| 12/9/1999  | 法國     | 隆尚   | 草2400 | GII  | 福伊錦標           | 58   | 蛯名正義 | 1    | 3    | 1    | 2:31.4 | （博爾吉亞）       |
| 3/10/1999  | 法國     | 隆尚   | 草2400 | GI   | 凱旋門大賽         | 59.5 | 蛯名正義 | 2    | 14   | 2    | 2:38.6 | 望族               |

## 退役後
2014神鷹被選出為日本中央競馬會第30匹殿堂馬，在195票當中取得155票。
退役後，神鷹成爲了配種馬，於北海道早來町（今安平町）社台Stallion Station休養，在2000年進行配種。首批子嗣於2001年出生。首批子嗣可於2003年出賽。2004年12月25日，赤兔馬在短波電台盃兩歲錦標取勝，成爲了首匹勝出分級賽的子嗣。2006年10月22日，風之歌於菊花賞取勝，成爲了首匹勝出一級賽的神鷹子嗣。
2002年7月16日，其因腸臟扭轉而於社台Stallion Station死亡，享年7歲。

### 主要子嗣

#### 一級賽優勝子嗣
粗體字為一級賽
2002年生
- 赤兔馬（短波電台盃兩歲錦標、彩之國浦和紀念、大尾光紀念、名古屋大獎賽、兩次川崎紀念、三次日本育馬場盃經典賽、日本盃泥地大賽、東京大賞典、二月錦標）

2003年生
- 風之歌（菊花賞）
- Alondite（日本盃泥地大賽）

#### 分級賽優勝子嗣
2001年生
- Big Grass（根岸錦標）

2002年生
- 東海奇謀（鑽石錦標、阪神大賞典、長途馬錦標）
- Sakura Orion（中京紀念、函館紀念）
- 愛火重燃（海洋錦標）

2003年生
- Rapid Orange（TCK女王盃）
- Air Zipangu（長途馬錦標）

## 血統簡介
父系金滿寶曾三勝一級賽，亦爲近代著名種馬之一。祖父淘金者爲美國著名種馬，於近代擁有巨大影響力，和加拿大種馬北地舞人被譽爲兩大改變世界賽馬的偉大種馬。
母系Saddlers Gal爲愛爾蘭賽駒，生涯九戰全敗。外祖父鞍井匠爲美國生產的英國賽駒，生涯戰績優勢，曾勝出愛爾蘭二千堅尼及日蝕大賽等賽事，配種成績亦極爲優秀，爲當時著名種馬之一。

### 血統表
| 父線：金滿寶系（淘金者系）                                           |                          |                |                |
| 種馬 金滿寶 1990年（棗色）                                           | 淘金者 1970年（棗色）    | Raise a Native | 天才舞者       |
| 種馬 金滿寶 1990年（棗色）                                           | 淘金者 1970年（棗色）    | Raise a Native | Raise You      |
| 種馬 金滿寶 1990年（棗色）                                           | 淘金者 1970年（棗色）    | Gold Digger    | Nashua         |
| 種馬 金滿寶 1990年（棗色）                                           | 淘金者 1970年（棗色）    | Gold Digger    | Sequence       |
| 種馬 金滿寶 1990年（棗色）                                           | Miesque 1984年（棗色）   | 雷利耶夫       | 北地舞人       |
| 種馬 金滿寶 1990年（棗色）                                           | Miesque 1984年（棗色）   | 雷利耶夫       | Special        |
| 種馬 金滿寶 1990年（棗色）                                           | Miesque 1984年（棗色）   | Pasadoble      | Prove Out      |
| 種馬 金滿寶 1990年（棗色）                                           | Miesque 1984年（棗色）   | Pasadoble      | Santa Quilla   |
| 繁殖雌馬 Saddler's Gal 1989年（棗色）                                | 鞍匠井 1981年（棗色）    | 北地舞人       | 新北區         |
| 繁殖雌馬 Saddler's Gal 1989年（棗色）                                | 鞍匠井 1981年（棗色）    | 北地舞人       | Natalma        |
| 繁殖雌馬 Saddler's Gal 1989年（棗色）                                | 鞍匠井 1981年（棗色）    | Fairy Bridge   | Bold Reasoning |
| 繁殖雌馬 Saddler's Gal 1989年（棗色）                                | 鞍匠井 1981年（棗色）    | Fairy Bridge   | Special        |
| 繁殖雌馬 Saddler's Gal 1989年（棗色）                                | Glenveagh 1986年（棗色） | 西雅圖迴旋     | Bold Reasoning |
| 繁殖雌馬 Saddler's Gal 1989年（棗色）                                | Glenveagh 1986年（棗色） | 西雅圖迴旋     | My Charmer     |
| 繁殖雌馬 Saddler's Gal 1989年（棗色）                                | Glenveagh 1986年（棗色） | Lisadell       | Forli          |
| 繁殖雌馬 Saddler's Gal 1989年（棗色）                                | Glenveagh 1986年（棗色） | Lisadell       | Thong          |
| 雌系：Lisadell系（號族：5-h）                                        |                          |                |                |
| 五代內近親交配：北地舞人 3×4、天才舞者 4×5、Special + Lisadell 3×4×4 |                          |                |                |

## 命名由來
名字El Condor Pasa（エルコンドルパサー）出自秘魯的一首同名民謠《山鹰之歌》，香港取其意思，翻譯为「神鷹」。

## 外部連結
- 神鷹 netkeiba.com （页面存档备份，存于）
- 血統表 （页面存档备份，存于）